# Orden de Nueva Zelanda
La Orden de Nueva Zelanda es el más alto honor de Nueva Zelanda. Fue instituida por Real Cédula de 6 de febrero (Día de Waitangi) de 1987 "para reconocer un excelente servicio a la Corona y al pueblo de Nueva Zelanda en una capacidad civil o militar."
Es una Orden de primer nivel, que se basa en la británica y dinástica Orden del Mérito (OM), fundada en 1902, y la Orden de los Compañeros de Honor (CH), fundada en 1917. La Orden fue instituida para satisfacer la necesidad de un acceso regular a un gran honor no titular de primer nivel (es decir, uno que no otorga un título al que lo posee).
El rey es el Soberano de la Orden. La membresía está compuesta por los miembros ordinarios, adicionales y honorarios.
El número de miembros ordinarios está limitado a 20 personas vivas.
Pueden ser nombrados miembros adicionales en conmemoración de importantes ocasiones monárquicas, estatales o nacionales. Los otros miembros tienen el mismo estatus que los miembros ordinarios, pero no se cuentan dentro del límite de 20 personas vivas (que son "adicionales" a los miembros ordinarios).
Los miembros honorarios son ciudadanos de la Commonwealth de Naciones en que la reina no es Jefe de Estado y de naciones extranjeras. Los miembros honorarios pueden ser nombrados en cualquier momento, ya sea como parte de una lista de honores regular, o en una conmemoración de importancia monárquica, estatal o nacional.
Desde que la Orden se estableció en 1987, han sido nombrados 67 miembros (46 ordinarios, 21 adicionales y 2 honorarios).